# Wer mich liebt, nimmt den Zug
Wer mich liebt, nimmt den Zug (Originaltitel: Ceux qui m’aiment prendront le train) ist ein Film von Patrice Chéreau aus dem Jahr 1998. Der Soundtrack enthält unter anderem Musik von Björk, Portishead und Gustav Mahler.

## Handlung
Nach dem Tod des mittelmäßigen Malers Jean-Baptiste Emmerich begeben sich seine Verwandten, Bekannten, ehemaligen Liebhaber und Erben – insgesamt sind es fünfzehn Personen – auf eine Fahrt mit dem Zug nach Limoges, wo Jean-Baptiste seine letzte Ruhestätte finden soll. Noch zu Lebzeiten hatte Emmerich diese gemeinsame Reise mit der Eisenbahn aller seiner „Lieben“ angeordnet. 
Beim ersten Zusammentreffen der Trauergemeinde im Bahnhof werden die unterschiedlichen Beziehungskonstellationen erzählerisch eingeführt: Zwischen Jean-Marie, dem Neffen des Malers, der sich seinem Onkel aber näher fühlt als seinem Vater, und seiner Frau, die sich gerade getrennt haben, besteht eine offensichtliche Spannung. François, ein ehemaliger Schüler und gleichzeitig ideeller Sohn und Ex-Freund des Toten, reist mit seinem aktuellen Lebensgefährten. Doch auch diese Beziehung wird durch das Auftauchen eines HIV-infizierten Liebhabers von François auf eine harte Probe gestellt.
In der Enge des Zuges brechen alte Verletzungen und Erinnerungen auf. Die Reisenden geraten über Gunstbezeigungen des Verstorbenen in Streit, und es wird deutlich, dass die Konkurrenz, in der sich die echten und unechten Freunde, Verwandten und Weggefährten Jean-Baptistes zu Lebzeiten befunden haben, auch über dessen Tod hinaus andauert. Die unausweichliche Enge der Reiseanordnung verschärft die Konflikte, doch erst nach der Beerdigung kommt es im Haus des Bruders Jean-Baptiste schließlich zum großen Finale.

## Kritiken
Der film-dienst beschrieb Chéreaus Film in seiner zeitgenössischen Kritik als „eindrucksvolle[n] filmische[n] Reigen menschlicher Schicksale, geprägt von einer höchst intensiven Kameraarbeit sowie von grandiosen schauspielerischen Leistungen“.

## Auszeichnungen
Der Film gewann 1999 den César in drei Kategorien (Regie, Kamera und Dominique Blanc als beste Nebendarstellerin), war 1998 in Cannes für die Goldene Palme und 2000 für den British Independent Film Award nominiert.